# پارازیت (برنامه تلویزیونی)

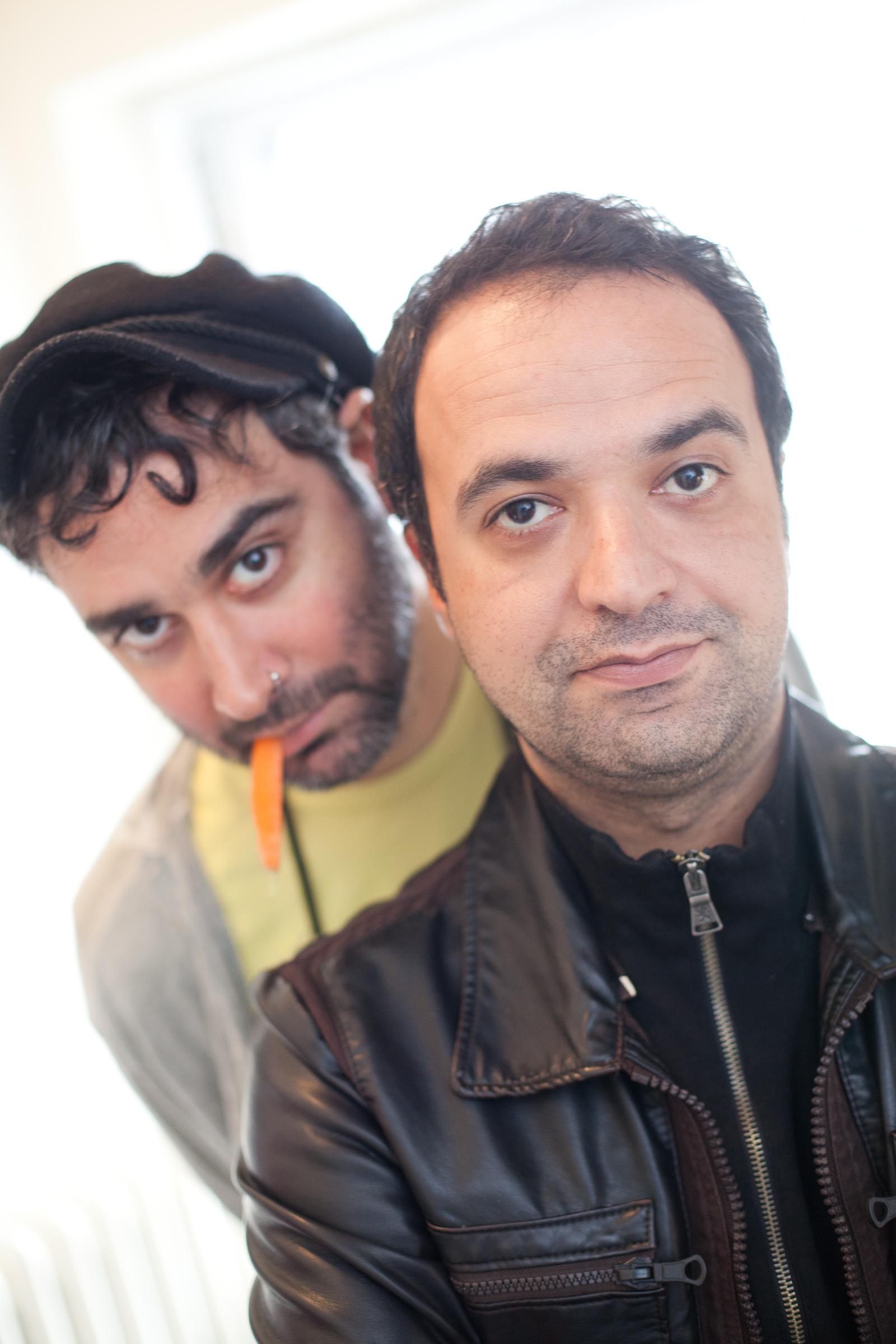
کامبیز حسینی و سامان اربابی مجریان برنامه

پارازیت برنامه‌ای هفتگی از تلویزیون فارسی صدای آمریکا، به تهیه‌کنندگی سامان اربابی و با اجرای کامبیز حسینی بود؛ که نگاهی طنزآمیز به وقایع سیاسی و اجتماعی و خبرهای هفته ایران و جهان داشت.
وبگاه بخش فارسی صدای آمریکا آن را به عنوان برنامه‌ای معرفی می‌کند «که می‌کوشد
با چاشنی طنز، نگاهی دیگرگونه به خبر و حاشیهٔ خبر داشته باشد.»
اجرای پارازیت در فوریه ۲۰۱۲ پس از چند بار وقفه به طور کامل متوقف شد و پس از آن تنها سه برنامه به نام پارازیط، تنها با اجرای سامان اربابی پخش گردید. مجریان برنامه وعده داده‌اند سری جدید برنامه را در نیویورک تهیه و پخش نمایند.
علیرضا رضایی نیز متن برنامه پارازیت را می‌نوشت. آهنگ پایانی سری سوم و احتمالا دوم برنامه از علی عظیمی به نام «تمومه چیزها» بود، گر نکوبی شیشه غم را به سنگ هفت رنگش می‌شود هفتاد رنگ با الهام از فریدون مشیری.

## حاشیه‌ها
- به دنبال موفقیت پارازیت، حسینی و اربابی در ۲۰ ژانویهٔ ۲۰۱۱ به برنامهٔ دیلی‌شو دعوت شدند.[۳]
- سید محمد حسینی (مجری) مجری مشهور تلویزیون دولتی جمهوری اسلامی، در قسمت ۴۰ از فصل ۲ این برنامه حضور یافت که با واکنش‌هایی همراه شد[۴]؛ از جمله اینکه حسینی اظهار کرده بود که در زمان فعالیتش در تلویزیون ایران، در زمرهٔ مخالفان نظام جمهوری اسلامی بوده‌است.

## فهرست مهمانان برنامه پارازیت
|    | ۱۳۸۹ (فصل دوم)                 | ۱۳۹۰ (فصل سوم)                                                                             |
| -- | ------------------------------ | ------------------------------------------------------------------------------------------ |
| ۱  | علی سجادی (سردبیر صدای آمریکا) | رامین عسگرد                                                                                |
| ۲  | فریبا داوودی مهاجر             | رامین جهانبگلو                                                                             |
| ۳  | ابراهیم نبوی                   | مئیر جاودانفر                                                                              |
| ۴  | علیرضا نوری‌زاده                | دختران سیامک پورزند                                                                        |
| ۵  | نیک‌آهنگ کوثر                   | مجتبی واحدی                                                                                |
| ۶  | امید محبی‌نیا                   | الن ایر                                                                                    |
| ۷  | *                              | پرویز قلیچ‌خانی                                                                             |
| ۸  | فرشید منافی                    | برادر محمد مختاری                                                                          |
| ۹  | امیرعباس فخرآور                | *                                                                                          |
| ۱۰ | مانا نیستانی                   | مازیار بهاری                                                                               |
| ۱۱ | حسن شماعی‌زاده                  | ابوالحسن بنی‌صدر                                                                            |
| ۱۲ | شهرام شعرباف                   | مسعود بهنود                                                                                |
| ۱۳ | رودی بختیار                    | بابک داد                                                                                   |
| ۱۴ | آرشام پارسی                    | سیمین علیزاده                                                                              |
| ۱۵ | مسیح علی‌نژاد                   | هادی قائمی                                                                                 |
| ۱۶ | فرهاد ثابتان                   | فیروز نادری                                                                                |
| ۱۷ | مهرانگیز کار                   | *                                                                                          |
| ۱۸ | مازیار بهاری                   | لادن برومند                                                                                |
| ۱۹ | علی افشاری                     | هما سرشار                                                                                  |
| ۲۰ | هادی خرسندی                    | ایرج گرگین                                                                                 |
| ۲۱ | شاهرخ مشکین‌قلم                 | مهرانگیز کار و یوسفی اشکوری                                                                |
| ۲۲ | عباس میلانی                    | حسن شریعتمداری                                                                             |
| ۲۳ | شیرین نشاط                     | اکبر گنجی                                                                                  |
| ۲۴ | محمد مصطفایی                   | - ابراهیم نبوی - نیک‌آهنگ کوثر - توکا نیستانی - جهانشاه جاوید (ویژه برنامه محمود احمدی‌نژاد) |
| ۲۵ | محسن نامجو                     | سیاوش قمیشی                                                                                |
| ۲۶ | سعید شنبه‌زاده                  | مهدی خزعلی                                                                                 |
| ۲۷ | هوشنگ امیراحمدی                | بهرام مشیری                                                                                |
| ۲۸ | ابی                            | برادران علایی                                                                              |
| ۲۹ | هوشنگ اسدی                     | هیلاری کلینتون                                                                             |
| ۳۰ | بهزاد بلور                     | سوسن تسلیمی                                                                                |
| ۳۱ | فاطمه حقیقت‌جو                  | شهرام شب‌پره                                                                                |
| ۳۲ | شاهین نجفی                     | مهرداد عمادی                                                                               |
| ۳۳ | مهدی یحیی‌نژاد                  | اکبر خوئینی و مهدی یحیی‌نژاد                                                                |
| ۳۴ | *                              |                                                                                            |
| ۳۵ | حمید دباشی                     |                                                                                            |
| ۳۶ | *                              |                                                                                            |
| ۳۷ | *                              |                                                                                            |
| ۳۸ | آرش سبحانی                     |                                                                                            |
| ۳۹ | سجاد کریم‌پور                   |                                                                                            |
| ۴۰ | سید محمد حسینی                 |                                                                                            |
| ۴۱ | تریتا پارسی                    |                                                                                            |
| ۴۲ | امید معماریان                  |                                                                                            |
| ۴۳ | محسن سازگارا                   |                                                                                            |
| ۴۴ | علی‌اکبر موسوی خوئینی‌ها         |                                                                                            |
| ۴۵ | حسن داعی                       |                                                                                            |
| ۴۶ | شادی صدر                       |                                                                                            |
| ۴۷ | رضا پهلوی                      |                                                                                            |
| ۴۸ | کینگ رام                       |                                                                                            |